# Juan de Bermúdez
Juan de Bermúdez (/beɾˈmuðeθ/; Palos de la Frontera, 1450 circa – Cuba, 1520) è stato un esploratore e navigatore spagnolo del XVI secolo.

## Biografia
Nato a Palos de la Frontera, nella provincia di Huelva, Bermúdez si dedicò alla navigazione fin da giovane, acquisendo esperienza come pilota e maestro di caravelle. Grazie al successo delle sue attività marittime, accumulò una certa fortuna, che gli permise di finanziare e dirigere numerose spedizioni. Nel maggio 1478, firmò un contratto con la Corona di Castiglia, insieme al vescovo Juan de Frías e al capitano Juan Rejón, per la conquista delle Isole Canarie, operazione che portò alla fondazione della città di Las Palmas de Gran Canaria.

### Scoperta delle Bermuda
Nel 1505, mentre era al comando della caravella La Garça, durante un viaggio di ritorno dall'isola Hispaniola, Bermúdez scoprì un arcipelago che in suo onore si chiamò delle Bermuda. La prima rappresentazione cartografica delle Bermuda apparve nel 1511 in una mappa pubblicata da Pietro Martire d'Anghiera.
Le attuali Bermuda furono conosciute in passato con diversi nomi:
- la Bermuda (secondo Pietro Martire d'Anghiera nella sua mappa del 1511)
- Barmvdas o Bermudas (come riportato da Sylvester Jordain in A Discovery of the Barmvdas, Otherwise Called the Isle of Divels, Londra, 1610)
- Bermoodos (John Jacob Berlu in The Treasury of Drugs Unlock'd, Londra, 1690)
- Bermoothes (nome che William Shakespeare utilizzò per un'isola immaginaria nella sua opera La Tempesta del 1611)
- Bermudes (così chiamata da Henry Chatelain nell'edizione del 1720 del suo Atlas Historique e da Bellin di Parigi nella sua mappa del 1764).[2]

Successivamente, l'arcipelago fu chiamato Bermuda in suo onore.
Nella Legatio Babylonica, pubblicata nel 1511, Pietro Martire d'Anghiera menzionò "La Bermuda" tra le isole atlantiche.

### Carriera successiva
Tra il 1495 e il 1519, Bermúdez effettuò numerosi viaggi tra i porti andalusi e le Americhe, sia come maestro delle proprie caravelle sia come pilota di altre imbarcazioni. Partecipò anche al secondo e al terzo viaggio di Cristoforo Colombo, contribuendo all'espansione delle esplorazioni spagnole nel Nuovo Mondo.
Nel 1515, Bermúdez fece ritorno alle Bermuda, portando con sé una dozzina di maiali e scrofe per fornire cibo ai marinai che fossero naufragati lì in futuro.

### Ultimi anni
Poco si sa degli ultimi anni della sua vita. Si presume che sia morto a Palos de la Frontera, ma non sono noti né la data né le circostanze della sua morte.